# 鹓鶵属
鹓鶵属（学名：Yuanchuavis，取自中国神话中的一种鸟，也作鹓雏属）是鹏鸟科中的一种已灭绝反鸟类。该属包含一个模式种：雅尾鹓鶵（Yuanchuavis kompsosoura），种加词意为“美丽的尾巴”。正模标本编号为IVPP V27883，发现于中国辽宁省朝阳市的九佛堂组。雅尾鹓鶵的尾羽由四对羽片状羽毛构成扇形结构，位于中间的一对尾羽显著加长，其上的羽轴较宽，与两侧的短尾羽构成了一种在中生代鸟类中罕见，但是与一些如太阳鸟科等现代鸟类非常相似的针型尾结构。中生代鸟类也只有契氏鸟属具有相似的结构。